# Hamza Amari
Pour les articles homonymes, voir Amari (homonymie).
Hamza Amari (en arabe : حمزة عماري), né le 10 février 2002, est un coureur cycliste algérien.

## Biographie
Aux Championnats d'Afrique de cyclisme sur route 2022 à Charm el-Cheikh, il est médaillé de bronze en course en ligne élites et médaillé d'or en course en ligne des moins de 23 ans.

## Palmarès sur route
- 2019
  - 3e et 4e étapes du Tour du Sahel
  - 3e du championnat d’Algérie sur route juniors
- 2021
  - 2e étape de la Classique de Tipasa
- 2022
  -  Champion d'Afrique sur route espoirs
  -  Champion d'Algérie du contre-la-montre espoirs
  - 1re étape du Grand Prix de la ville d'Oran
  - Tour de Syrie :
    - Classement général
    - 2e étape

  - Tour de Ghardaïa :
    - Classement général
    - 3e étape (contre-la-montre)

  - 2e du championnat d'Algérie du contre-la-montre
  - 2e du championnat d'Algérie sur route espoirs
  -  Médaillé de bronze du championnat d'Afrique sur route
  -  Médaillé de bronze du championnat arabe sur route espoirs
- 2023
  -  Champion d'Afrique du contre-la-montre par équipes
  -  Médaillé d'argent du championnat d'Afrique du contre-la-montre espoirs
  -  Médaillé d'argent du contre-la-montre par équipes des Jeux panarabes
  -  Médaillé d'argent au championnat arabe sur route
  -  Médaillé de bronze du championnat d'Afrique sur route espoirs
  - 2e de la Tropicale Amissa Bongo
- 2024
  - 2e étape du Tour du Bénin
  - Grand Prix de la Ville d'Alger
  - 2e du championnat d’Algérie du contre-la-montre espoirs
  - 2e du championnat d’Algérie sur route espoirs
  - 3e du championnat d’Algérie sur route
- 2025
  - 3e étape du Tour de Ghardaïa
  - Classement général du Tour d'Algérie
  - 3e du Tour de Ghardaïa
  - 3e du championnat d'Algérie sur route

### Classements mondiaux
| Année                                 | 2021  | 2022 | 2023 | 2024 |
| ------------------------------------- | ----- | ---- | ---- | ---- |
| Classement mondial                    | 2718e | 377e | 403e | nc   |
| UCI Africa Tour                       | 155e  | 10e  | 11e  | 23e  |
|                                       |       |      |      |      |
| Légende : nc = non classéSource : UCI |       |      |      |      |

## Palmarès sur piste

### Championnats d'Afrique
- Le Caire 2020
  -  Médaillé de bronze du keirin juniors
  -  Médaillé de bronze de la course aux points juniors
- Le Caire 2025
  -  Médaillé d'argent de l'américaine
  -  Médaillé de bronze du scratch
  -  Médaillé de bronze de l'omnium